# René Temmink
R.H.J. (René) Temmink (Deventer, 24 juni 1960) is een Nederlands voormalig voetbalscheidsrechter die onder andere in de Eredivisie arbitreerde.
Temmink floot meer dan 400 wedstrijden in het Nederlandse betaald voetbal. Zijn laatste wedstrijd was de eredivisiewedstrijd sc Heerenveen-Excelsior (2-0) op 23 december 2006. Hij nam op 2 november 2005 afscheid als internationaal scheidsrechter. Temmink floot toen in de Champions League de wedstrijd tussen FC Barcelona en Panathinaikos. Temmink floot sinds 1995 75 internationale wedstrijden. Hij leidde in het seizoen 2003-2004 één wedstrijd in de Ligue 1, de hoogste Franse divisie: AS Monaco–Olympique Lyon (3-0) op 9 januari 2004. Hij deelde drie gele kaarten uit in die wedstrijd: aan Anthony Réveillère, Florent Malouda (Olympique Lyon) en Lucas Bernardi (AS Monaco).
Temmink maakte sinds 1 januari 2007 deel uit van de technische staf van de scheidsrechters betaald voetbal van de KNVB. René Temmink woont in Deventer.

## Interlands
| Datum      | Plaats     | Wedstrijd                 | Uitslag | Competitie        | Kreeg geel | Kreeg voor de tweede keer geel en dus rood | Weggestuurd |
| ---------- | ---------- | ------------------------- | ------- | ----------------- | ---------- | ------------------------------------------ | ----------- |
| 31-05-1995 | Helsinki   | Finland – Denemarken      | 0 – 1   | Vriendschappelijk | 0          | 0                                          | 0           |
| 27-03-1996 | München    | Duitsland – Denemarken    | 2 – 0   | Vriendschappelijk | 0          | 0                                          | 0           |
| 31-03-1997 | Luxemburg  | Luxemburg – Israël        | 0 – 3   | WK-kwalificatie   | 2          | 0                                          | 1           |
| 28-05-1998 | Malmö      | Zweden – Denemarken       | 3 – 0   | Vriendschappelijk | 4          | 0                                          | 0           |
| 14-10-1998 | Reykjavik  | IJsland – Rusland         | 1 – 0   | EK-kwalificatie   | 1          | 1                                          | 0           |
| 28-04-1999 | Kopenhagen | Denemarken – Zuid-Afrika  | 1 – 1   | Vriendschappelijk | 1          | 0                                          | 0           |
| 13-11-1999 | Vigo       | Spanje – Brazilië         | 0 – 0   | Vriendschappelijk | 3          | 0                                          | 0           |
| 02-09-2000 | Helsinki   | Finland – Albanië         | 2 – 1   | WK-kwalificatie   | 4          | 0                                          | 1           |
| 17-04-2002 | Kerkrade   | Turkije – Chili           | 2 – 0   | Vriendschappelijk | 1          | 0                                          | 0           |
| 12-10-2002 | Kiev       | Oekraïne – Griekenland    | 2 – 0   | EK-kwalificatie   | 3          | 0                                          | 0           |
| 29-03-2003 | Glasgow    | Schotland – IJsland       | 2 – 1   | EK-kwalificatie   | 4          | 0                                          | 0           |
| 06-09-2003 | Jerevan    | Armenië – Griekenland     | 0 – 1   | EK-kwalificatie   | 5          | 0                                          | 0           |
| 31-03-2004 | Heraklion  | Griekenland – Zwitserland | 1 – 0   | Vriendschappelijk | 2          | 0                                          | 0           |
| 04-09-2004 | Parijs     | Frankrijk – Israël        | 0 – 0   | WK-kwalificatie   | 6          | 0                                          | 0           |
| 08-06-2005 | Piraeus    | Griekenland – Oekraïne    | 0 – 1   | WK-kwalificatie   | 5          | 0                                          | 0           |
| 07-09-2005 | Minsk      | Wit-Rusland – Italië      | 1 – 4   | WK-kwalificatie   | 3          | 0                                          | 0           |
| 12-10-2005 | Celje      | Slovenië – Schotland      | 0 – 3   | WK-kwalificatie   | 5          | 0                                          | 0           |